# Felix Engelhardt
Felix Engelhardt (Ulm, 19 augustus 2000) is een Duits wegwielrenner, die anno 2023 rijdt voor de Australische wielerploeg Team Jayco AlUla. 
Engelhardt werd in 2017 derde in het Duits kampioenschap tijdrijden voor junioren. Tussen 2019 en 2022 reed hij voor Tirol-KTM Cycling Team.

## Palmares
2021
Tussensprintklassement Ronde van de Alpen
Jongerenklassement Ronde van Opper-Oostenrijk
2022
 Europees kampioen U23
5e etappe Ronde van de Toekomst
2023
Per Sempre Alfredo
1e etappe Ronde van Castilië en León
Puntenklassement Ronde van Castilië en León
2024
5e etappe Ronde van Slowakije

## Resultaten in voornaamste wedstrijden
| Jaar | Ronde van Italië | Ronde van Frankrijk | Ronde van Spanje |
| ---- | ---------------- | ------------------- | ---------------- |
| 2023 |                  |                     | 70e              |
| 2024 |                  |                     | 103e             |
| 2025 | 82e              |                     |                  |

| Jaar | Milaan-San Remo | Amstel Gold Race | Strade Bianche | Waalse Pijl |
| ---- | --------------- | ---------------- | -------------- | ----------- |
| 2023 |                 |                  | buit.tijd      | 97e         |
| 2024 |                 | opgave           | opgave         |             |
| 2025 | 153e            |                  | 57e            |             |

## Ploegen
- 2019 –  Tirol KTM Cycling Team
- 2020 –  Tirol KTM Cycling Team
- 2021 –  Tirol KTM Cycling Team
- 2022 –  Tirol KTM Cycling Team
- 2023 –  Team BikeExchange-Jayco
- 2024 –  Team Jayco AlUla
- 2025 –  Team Jayco AlUla

Balmer · Berhe · Colleoni · Craddock · De Marchi · Dunbar · Durbridge · Engelhardt · Grmay · Groenewegen · Hamilton · Harper · Hepburn · Jansen · Juul-Jensen · Maas · Matthews · Mezgec · O'Brien · Peña · Porter · Pöstlberger · Quick · Reinders · Scotson · Sobrero · Stewart · Štybar · Yates · Zana · Jørgensen (stagiair) · McKenzie (stagiair)
Berhe · Craddock · De Marchi · De Pretto · Dunbar · Durbridge · Engelhardt · Ewan · Foldager · Groenewegen · Hamilton · Harper · Hepburn · Jansen · Juul-Jensen · Maas · Matthews · Mezgec · O'Brien · Peña · Plapp · Porter · Quick · Reinders · Schmid · Scotson · Stewart · Walscheid · Yates · Zana